# Presidenti della Provincia di Lucca
Elenco dei presidenti dell'amministrazione provinciale di Lucca.

## Regno d'Italia (1861-1946)

### Presidenti del Consiglio provinciale (1861-1926)
- Carlo Petri (1862-1889)
- Ferdinando Martini (1889-1891)
- Giuseppe Giovannini (1891-1902)
- Paolo Casciani (1902-1904)
- Francesco Matteucci (1904-1906)
- Ferdinando Martini (1906-1914)
- Giovanni Montauti (1914-?)

### Presidenti della Deputazione provinciale (1889-1926)
| Nº | Nº | Ritratto | Nome                  | Mandato | Mandato | Partito |
| Nº | Nº | Ritratto | Nome                  | Inizio  | Fine    | Partito |
| -- | -- | -------- | --------------------- | ------- | ------- | ------- |
| 1  |    |          | Cesare Del Prete      | 1889    | 1895    | ?       |
| 2  |    |          | Giocondo Giuntoli     | 1895    | 1902    | ?       |
| 3  |    |          | Pio Errico Anzillotti | 1902    | 1903    | ?       |
| 4  |    |          | Luigi Dinelli         | 1903    | 1907    | ?       |
| 5  |    |          | Francesco Bandoni     | 1907    | 1912    | ?       |
| 6  |    |          | Torquato Barsanti     | 1912    | ?       | ?       |

## Italia repubblicana (dal 1946)

### Presidenti della Deputazione provinciale (1944-1951)
| Nº | Nº | Ritratto | Nome             | Mandato | Mandato | Partito              |
| Nº | Nº | Ritratto | Nome             | Inizio  | Fine    | Partito              |
| -- | -- | -------- | ---------------- | ------- | ------- | -------------------- |
| 1  |    |          | Italico Baccelli | 1944    | 1951    | Democrazia Cristiana |

### Presidenti della Provincia (dal 1951)

#### Eletti dal Consiglio provinciale (1951-1994)
| Nº   | Nº   | Ritratto | Nome                     | Mandato          | Mandato          | Partito              | Elezione |
| Nº   | Nº   | Ritratto | Nome                     | Inizio           | Fine             | Partito              | Elezione |
| ---- | ---- | -------- | ------------------------ | ---------------- | ---------------- | -------------------- | -------- |
| 1    |      |          | Italico Baccelli         | 1951             | 1956             | Democrazia Cristiana | 1951     |
|      |      |          | ?                        | ?                | ?                | ?                    | 1956     |
|      |      |          | Ildo Barsanti            | 1960             | 1964             | Democrazia Cristiana | 1960     |
| 1964 | 1970 | 1964     | Ildo Barsanti            |                  |                  | Democrazia Cristiana |          |
|      |      |          | ?                        | ?                | ?                | ?                    | 1970     |
|      |      |          | Giuseppe Bicocchi        | 1975             | 1980             | Democrazia Cristiana | 1975     |
| 1980 | 1985 | 1980     | Giuseppe Bicocchi        |                  |                  | Democrazia Cristiana |          |
|      |      |          | Piero Leonardo Andreucci | 16 ottobre 1985  | 27 agosto 1990   | Democrazia Cristiana | 1985     |
|      |      |          | Franco Antonio Fanucchi  | 27 agosto 1990   | 18 febbraio 1992 | Democrazia Cristiana | 1990     |
|      |      |          | Piero Baccelli           | 18 febbraio 1992 | 1º dicembre 1992 | Democrazia Cristiana | 1990     |
|      |      |          | Pier Giorgio Licheri     | 29 gennaio 1993  | 11 gennaio 1994  | Democrazia Cristiana | 1990     |

#### Eletti direttamente dai cittadini (1994-2015)
| Nº             | Ritratto       | Ritratto | Nome                | Mandato        | Mandato        | Partito                                                    | Coalizione | Coalizione      | Elezione |
| Nº             | Ritratto       | Ritratto | Nome                | Inizio         | Fine           | Partito                                                    | Coalizione | Coalizione      | Elezione |
| -------------- | -------------- | -------- | ------------------- | -------------- | -------------- | ---------------------------------------------------------- | ---------- | --------------- | -------- |
|                |                |          | Enrico Grabau       | 27 giugno 1994 | 4 marzo 1997   | Alleanza Nazionale                                         |            | FI-CCD-AN       | 1994     |
|                |                |          | Andrea Tagliasacchi | 12 maggio 1997 | 28 maggio 2001 | Partito Democratico della Sinistra Democratici di Sinistra |            | PDS-PPI-PRC-FdV | 1997     |
| 28 maggio 2001 | 30 maggio 2006 |          | Andrea Tagliasacchi | DS-DL-PRC      | 2001           | Partito Democratico della Sinistra Democratici di Sinistra |            |                 |          |
|                |                |          | Stefano Baccelli    | 30 maggio 2006 | 19 maggio 2011 | Democratici di Sinistra Partito Democratico                |            | DS-DL-PRC-PdCI  | 2006     |
| 19 maggio 2011 | 22 luglio 2015 |          | Stefano Baccelli    | PD-SEL-FdS-IdV | 2011           | Democratici di Sinistra Partito Democratico                |            |                 |          |

#### Eletti dai sindaci e consiglieri della provincia (dal 2015)
| Nº               | Nº                | Ritratto | Nome              | Mandato           | Mandato          | Partito             | Elezione |
| Nº               | Nº                | Ritratto | Nome              | Inizio            | Fine             | Partito             | Elezione |
| ---------------- | ----------------- | -------- | ----------------- | ----------------- | ---------------- | ------------------- | -------- |
|                  |                   |          | Luca Menesini     | 21 settembre 2015 | 16 dicembre 2019 | Partito Democratico | 2015     |
| 16 dicembre 2019 | 29 settembre 2024 | 2019     | Luca Menesini     |                   |                  | Partito Democratico |          |
|                  |                   |          | Marcello Pierucci | 30 settembre 2024 | in carica        | Partito Democratico | 2024     |